# Cosmophasis valerieae
Cosmophasis valerieae är en spindelart som beskrevs av Prószynski, Deeleman-Reinhold 20. Cosmophasis valerieae ingår i släktet Cosmophasis och familjen hoppspindlar. Inga underarter finns listade i Catalogue of Life.